# Noor Jehan
Noor Jahan o Noor Jehan, para el mundo de los escenarios, su nombre de adopción era conocida también como Allah Rakhi Wasai (n. 21 de septiembre de 1926 en Kasur, Punjab † f. 23 de diciembre del 2000 en Karachi, Sindh), fue una actriz y cantante de Pakistan, era muy conocida y famosa en Pakistán. Su carrera abarcó durante siete décadas. Ella fue reconocida como una de las más grandes e influyentes intérpretes durante su tiempo dedicado a la música pakistaní, fue esa la razón que le otorgaron el título honorífico de "Malika-e-Tarannum" (Urdu: ملکہ ترنم, la reina de la melodía) en Pakistán.
Nacida en el seno de una familia de músicos panyabis, Wasai fue impulsada por sus padres para seguir sus pasos musicales y convertirse en una cantante profesional, aunque ella estaba más interesada para trabajar como actriz de cine. Grabó alrededor de unos 10.000 temas musicales en varios idiomas de Pakistán, como en urdu, punjabi y sindhi. Junto con Ahmed Rushdi, ella batió récord por haber demostrado gracias a su voz y su talento, de haber interpretado con una mayor cantidad de temas musicales para películas que hicieron historia sobre todo en el cine paquistaní. También es considerada como la primera directora del cine paquistaní.
Jahan fue galardonada con un Premio otorgado por el presidente de Pakistán en 1965, esto por sus habilidades en la actuación y la música.

## Filmografía
| Año  | Película        |
| ---- | --------------- |
| 1935 | Sheela          |
| 1939 | Gul Bakavli     |
| 1939 | Imandaar        |
| 1939 | Pyam-e-Haq      |
| 1940 | Sajani          |
| 1940 | Yamla Jat       |
| 1941 | Chaudhry        |
| 1941 | Red Signal      |
| 1941 | Umeed           |
| 1941 | Susral          |
| 1942 | Chandani        |
| 1942 | Dheeraj         |
| 1942 | Faryad          |
| 1942 | Khandan         |
| 1943 | Nadaan          |
| 1943 | Duhai           |
| 1943 | Naukar          |
| 1944 | Lal Haveli      |
| 1944 | Dost            |
| 1945 | Zeenat          |
| 1945 | Gaon ki Gori    |
| 1945 | Badi Maa        |
| 1945 | Bhai Jaan       |
| 1946 | Anmol Ghadi     |
| 1946 | Dil             |
| 1946 | Humjoli         |
| 1946 | Sofia           |
| 1946 | Jadoogar        |
| 1946 | Maharana Pratab |
| 1947 | Mirza Sahibaan  |
| 1947 | Jugnu           |
| 1947 | Abida           |
| 1947 | Mirabai         |
| 1951 | Chanwey         |
| 1952 | Dopatta         |
| 1953 | Gulnar          |
| 1953 | Anarkali        |
| 1955 | Patey Khan      |
| 1956 | Lakt-e-Jigar    |
| 1956 | Intezar         |
| 1959 | Nooran          |
| 1958 | Choomantar      |
| 1958 | Anarkali        |
| 1959 | Neend           |
| 1959 | Pardaisan       |
| 1959 | Koel            |
| 1961 | Mirza Ghalib    |